# Литвяков, Артём
Артём Литвяков (род. 26 октября 1996, Бендеры) — молдавский футболист, защитник. Выступал в национальной сборной Молдовы.

## Карьера

### Начало карьеры
Воспитанник академии тираспольского футбольного клуба «Шериф». В 2014 году футболист перешёл в «Динамо-Авто». Дебютировал за клуб 1 ноября 2014 года в матче против клуба «Тирасполь», выйдя на замену на 78 минуте. Закрепиться в клубе у футболиста не вышло и по окончании сезона покинул клуб, перейдя затем в «Сперанцу», откуда вскоре перешёл в клуб «Тигина» из дивизиона «Б». В 2019 году стал лучшим бомбардиром дивизиона «A» с 30 забитыми голами.

### «Андижан»
В феврале 2020 года футболист перешёл в узбекский клуб «Андижан». Дебютировал за клуб 28 февраля 2020 года в матче против ташкентского «Локомотива», отличившись дебютной результативной передачей. Футболист сразу же закрепился в основной команде клуба, чередуя матчи в стартовом составе и со скамейки запасных. Сыграл за клуб 12 матчей во всех турнирах, записав на свой счёт единственную голевую передачу.

### «Динамо-Авто»
В сентябре 2020 года футболист вернулся в «Динамо-Авто». Первый матч за клуб сыграл 26 сентября 2020 года против клуба «Дачия-Буюкань». Начинал сезон со скамейки запасных, однако затем быстро закрепился в стартовом составе в роли ключевого центрального защитника. Свой дебютный гол за клуб забил 20 ноября 2020 года в матче против клуба «Флорешты». Вместе с клубом дошёл полуфинала Кубка Молдавии, уступив в добавочное время клубу «Сфынтул Георге». Сам футболист закончил сезон с 4 голами и результативной передачей в своём активе.

### «Сфынтул Георге»
В июне 2021 года футболист перешёл в «Сфынтул Георге». Дебютировал за клуб 26 июня 2021 года в матче за Суперкубок Молдовы против «Шерифа», где футболист в добавочное время забил свой дебютный гол, тем самым сравняв счёт и затем в серии пенальти стал обладателем титула. Первый матч за клуб в чемпионате сыграл 2 июля 2021 года против клуба «Милсами». В июле 2021 года футболист вместе с клубом отправился на квалификационные матчи Лиги конференций УЕФА, где по сумме матчей проиграл албанскому клубу «Партизани». Первую половину сезона футболист был одним из ключевых игроков стартового состава, однако во второй половина преимущественно оставался игроком скамейки запасных. Стал финалистом Кубка Молдовы, проиграв «Шерифу».
Новый сезон начал с квалификационных матчей Лиги конференций УЕФА против словенского клуба «Мура», который по сумме обоих матчей оказался сильнее и прошёл в следующий этап. Первый матч в чемпионате сыграл 31 июля 2022 года против клуба «Петрокуб», выйдя на замену на 75 минуте. Первую половину сезона футболист провёл преимущественно в роли игрока замены, появляясь на поле в самых концовках матча, выйдя в стартовом составе лишь в 3 матчах.

### «Динамо-Брест»
В феврале 2023 года футболист проходил просмотр в брестском «Динамо». Вскоре агент футболиста сообщил, что футболист подписал с белорусским клубом полноценный контракт. В марте 2023 года футболист официально присоединился к брестскому клубу, с которым подписал контракт до конца сезона с возможностью продления ещё на год. Дебютировал за клуб в матче 18 марта 2023 года против жодинского «Торпедо-БелАЗ». В июле 2023 года появилась информация, что футболист может быть дисквалифицирован на срок до 3 лет за возможное участие в махинациях со ставками. На протяжении сезона футболист был одним из основных игроков брестского клуба, однако результативными действиями не отличился. По итогу сезона футболист вместе с клубом завершил чемпионат на итоговом десятом месте. В январе 2024 года футболист покинул брестский клуб, расторгнув контракт по соглашению сторон.

### «Аль-Неймех»
В феврале 2024 года футболист перешёл в ливанский клуб «Аль-Неймех». Дебютировал за клуб футболист 3 февраля 2024 года в матче против клуба «Бурдж», выйдя на поле в стартовом составе.

### «Кызыл-Жар»
13 августа 2024 года перешёл в казахстанский клуб «Кызыл-Жар».

## Международная карьера
В январе 2022 года футболист получил вызов в национальную сборную Молдовы. Дебютировал за сборную 18 января 2022 года в товарищеском матче против сборной Уганды.

## Достижения
«Сфынтул Георге»
- Обладатель Суперкубка Молдавии: 2021

«Аль-Неймех»
- Чемпион Ливана: 2023/2024